# 파올라 (몰타)

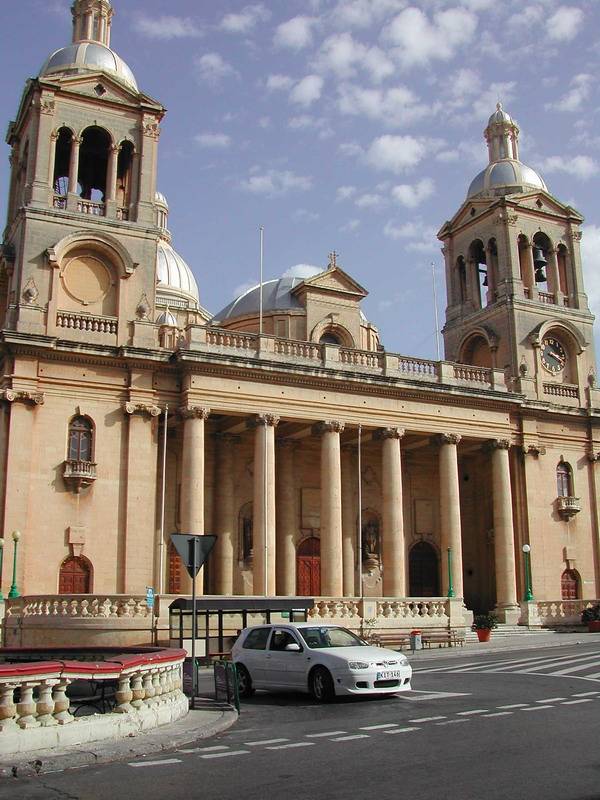
파올라에 있는 교회의 모습

파올라의 위치

파올라(영어: Paola, 몰타어: Raħal Ġdid 라할즈디드)는 몰타 남부에 위치한 도시로 면적은 2.5km2, 인구는 8,822명(2005년 기준), 인구 밀도는 3,529명/km2이다. 할사플리니 지하 묘역이 이 곳에 위치한다.

시기